# Bruno de Schaumbourg
Bruno von Schauenburg (également Bruno d'Olomouc, Bruno de Schaumbourg ; en tchèque, Bruno ze Schauenburku ; né vers 1205 probablement au château de Schaumbourg ; mort le 17 février 1281) est évêque d'Olomouc ainsi que conseiller et diplomate du roi Ottokar II de Bohême. De 1262 à 1269, il occupe le poste de maréchal et de gouverneur en Styrie.

## Biographie
Bruno est issu de la noble famille des comtes de Schauenburg et Holstein. Ses parents sont Adolphe III de Holstein et Adélaïde de Querfurt (de). Bruno est prévôt de Lübeck et chanoine de Magdebourg dès 1229 et prévôt de Hambourg à partir de 1236. Étant donné que l'adversaire de Bruno est blessé lors de l'élection du prévôt de Magdebourg et que Bruno en est tenu responsable, l'archevêque de Magdebourg Wilbrand von Käfernburg l'excommunie.
« A.D. 1238 [...] Albertus, frater comitis de Glico, electus in praepositum, Magdaburg ante portam civitatis sagitta perfossus, interiit. 6. Idus Martii, praeposito Brunone, qui ab alia parte electus erat, penitus ignorante. [...] »
« En l'année 1238. [...] Albert, frère du comte de Gleichen, ayant été élu prévôt, fut transpercé par une flèche devant la porte de la ville de Magdebourg et mourut 6 jours avant les Ides de mars, alors que le prévôt Bruno — qui avait été élu par l’autre parti — n’en savait absolument rien. »
En raison de ses services rendus lors de la préparation du premier concile de Lyon, le pape Innocent IV nomme Bruno aumônier pontifical et évêque d'Olomouc.
Après que le pape réussit à suspendre l'évêque sortant d'Olomouc, Conrad de Friedberg (de), et aussi à persuader le chanoine Guillaume (de) de renoncer au siège cathédral d'Olomouc, il nomme son aumônier Bruno de Schaumbourg nouvel évêque d'Olomouc le 20 septembre 1245. Le droit du chapitre de la cathédrale de choisir les évêques ne fut pas respecté. Le roi Venceslas Ier s'oppose à la nomination papale parce qu'il soutient Conrad de Friedberg, qui avait été nommé par l'archevêque de Mayence Siegfried III von Eppstein. Ce n'est qu'en 1247 que le roi autorise à Bruno de Schaumbourg l'entrée dans le diocèse d'Olomouc. La consécration épiscopale a lieu dans la seconde moitié de 1247. En 1248, Bruno gagne la confiance du roi en se rangeant du côté de Venceslas lors du soulèvement du fils du roi, Ottokar II de Bohême.
En tant qu'évêque, il renouvelle six archidiacres pour les diaconats d'Olomouc, Brno, Znojmo, Přerov, Břeclav et Spytihněv et établit l'archidiaconat d'Opava. Bruno réforme l'administration diocésaine et ordonne quatre chanoines de la cathédrale en 1253, pour lesquels il exige une filiation légitime, un âge minimum de 22 ans et des études supérieures. Il transfère la charge d'écolâtre, dont il avait également fait don, à son notaire Conrad. À partir de 1253, il organise des synodes diocésains annuels, auxquels est rattaché le tribunal synodal. En 1258, il nomme maître Heidenreich comme premier fonctionnaire. L'évêque auxiliaire Heinrich Fleming devient vicaire général. L'ordre féodal des domaines épiscopaux est réformé selon le droit de Magdebourg et un tribunal féodal est créé, se réunissant à Kroměříž.
L'abbaye de Žďár (de) est fondé en 1251. Vers 1260, il fonde l'église Saint-Maurice et le chapitre collégial associé dans la ville de résidence épiscopale de Kroměříž, et un an plus tard l'abbaye de Vizovice (de). La cathédrale d'Olomouc est reconstruite après un incendie en 1266 sur les anciennes fondations en tant qu'édifice gothique primitif à trois nefs.
Bruno est surtout reconnu pour ses efforts de « colonisation ». Le long de la frontière morave avec la Pologne et la Hongrie, environ 200 nouveaux villages et six villes sont peuplées d'habitants de l'intérieur morave et d'habitants d'origine saxonne. Heinrich Spanuth (de) le relie au conte du joueur de flûte de Hamelin. Bruno est considéré comme le fondateur de Brušperk et la ville de Braniewo à la frontière orientale de l'Empire porte également son nom.
Comme ses prédécesseurs Jindřich Zdík et Robert (de), Bruno de Schaumbourg est conseiller royal. En soutien à l'ordre Teutonique, il participe aux croisades d'Ottokar II de Bohême contre les Prussiens en 1254 et 1267. Il a l'intention de fonder des évêchés dans les régions conquises, qui doivent être subordonnées à une province ecclésiastique d'Olomouc qui n'était pas encore établie. Le pape Clément IV rejette cette demande à l'instigation de l'ordre Teutonique en 1268 au motif que les droits métropolitains pour la Bohême et la Moravie sont dus au diocèse de Mayence.
Lors de la bataille de Kressenbrunn entre Ottokar II de Bohême et le roi Béla IV de Hongrie, Bruno se distingue avec une bravoure particulière. En 1261, il acquiert la Styrie pour Ottokar II de Bohême dans le traité de paix de Vienne. Après la mort du gouverneur de Styrie Wok von Rosenberg, le roi Ottokar nomme Bruno de Schaumbourg comme son successeur en 1262. En tant que capitaneus Styrie, il initie de nombreuses réformes administratives et met en place des tribunaux séculiers et ecclésiastiques. Il poursuit l'expansion de Leoben et Bruck an der Mur commandée par Ottokar.
Lorsque Rodolphe de Habsbourg est élu roi des Romains en 1273, l'influence d'Ottokar décline. Ottokar refuse de reconnaître l'élection du nouveau roi. En 1274, Bruno représente les intérêts d'Ottokar au deuxième concile de Lyon, où la revendication d'Ottokar sur les terres alpines est particulièrement importante.
Ottokar refuse le conseil de Bruno de rechercher une solution pacifique au conflit avec Rodolphe de Habsbourg, ce qui conduit à une rupture entre eux. Lorsque Rodolphe envahit le duché d'Autriche, la noblesse de Carinthie, de Carniole et de Styrie lui fait défection. En Bohême également, il y a une forte opposition aristocratique à Ottokar, et il doit entamer des négociations avec Rodolphe de Habsbourg qui ne donnent rien. Ottokar II de Bohême est tué lors de la bataille de Marchfeld. Rodolphe de Habsbourg prend le pouvoir en Moravie pour les cinq années suivantes. Bruno de Schaumbourg s'en voit confier l'administration.
Bruno de Schaumbourg meurt trois ans plus tard. Sa sépulture se trouve dans l'église Saint-Maurice qu'il a construite à Kroměříž. Dans son testament, il lègue aux monastères et aux hôpitaux d'Olomouc ainsi qu'aux pauvres.

## Source de traduction
1. ↑  (de) Beda Franziskus Dudík, Mährens allgemeine geschichte: bd. Vom jahre 1197 bis zum schlusse des jahres 1261, Druck von G. Gastl, 1870 (lire en ligne), p. 342
2. ↑  Marie-Madeleine de Cevins, Démystifier l'Europe centrale. : Bohême, Hongrie et Pologne du VIIe au XVIe siècle, Humensis, 2021, 993 p. (ISBN 9782379330179, lire en ligne)

- (de) Cet article est partiellement ou en totalité issu de l’article de Wikipédia en allemand intitulé « Bruno von Schauenburg » (voir la liste des auteurs).